# Jorunna parva
Jorunna parva je mořský plž ze skupiny nahožábrých (Nudibranchia). Je jedním ze 16 známých druhů čeledi Discodorididae. Jeho vzhled mu vynesl přezdívku „mořský králík“.

## Popis
Jorunna parva je drobný plž (dosahuje maximální délky 21 mm), jehož charakteristickým rysem jsou výrazná tykadla připomínající králičí uši. Obdobně ostatní nahožábří nemá Jorunna parva vyvinutou skořápku. Základní barva je proměnlivá, obvykle bílá, žlutá či oranžová; jsou rovněž doloženi jedinci zelené barvy, tato pozorování jsou však vzácná. Tělo je řídce porostlé tmavými senzorickými výrůstky (caryophyllidia). Dýchání probíhá skrz peříčkovité žábry, které jsou prodloužením řitního otvoru.
Jedná se o hermafrodita, který však není schopen samooplození; vajíčka a spermie dozrávají v různou dobu.
Živí se především mořskými houbami z čeledi chalinidae, jež obsahují toxiny využitelné k léčbě rakoviny.

## Rozšíření
Druh byl popsán na základě exemplářů z provincie Kii v Japonsku. Od svého popisu byl pozorován rovněž na Filipínách, Nové Guineji, Seychelách, Réunionu a v Tanzanii. Existují však určité pochybnosti, zda se ve všech případech jedná o stejný druh/druhový komplex. Jedinci se koncentrují v oblastech se snadným přístupem k potravě a obvykle se vyskytují v mělkých vodách.

## Galerie

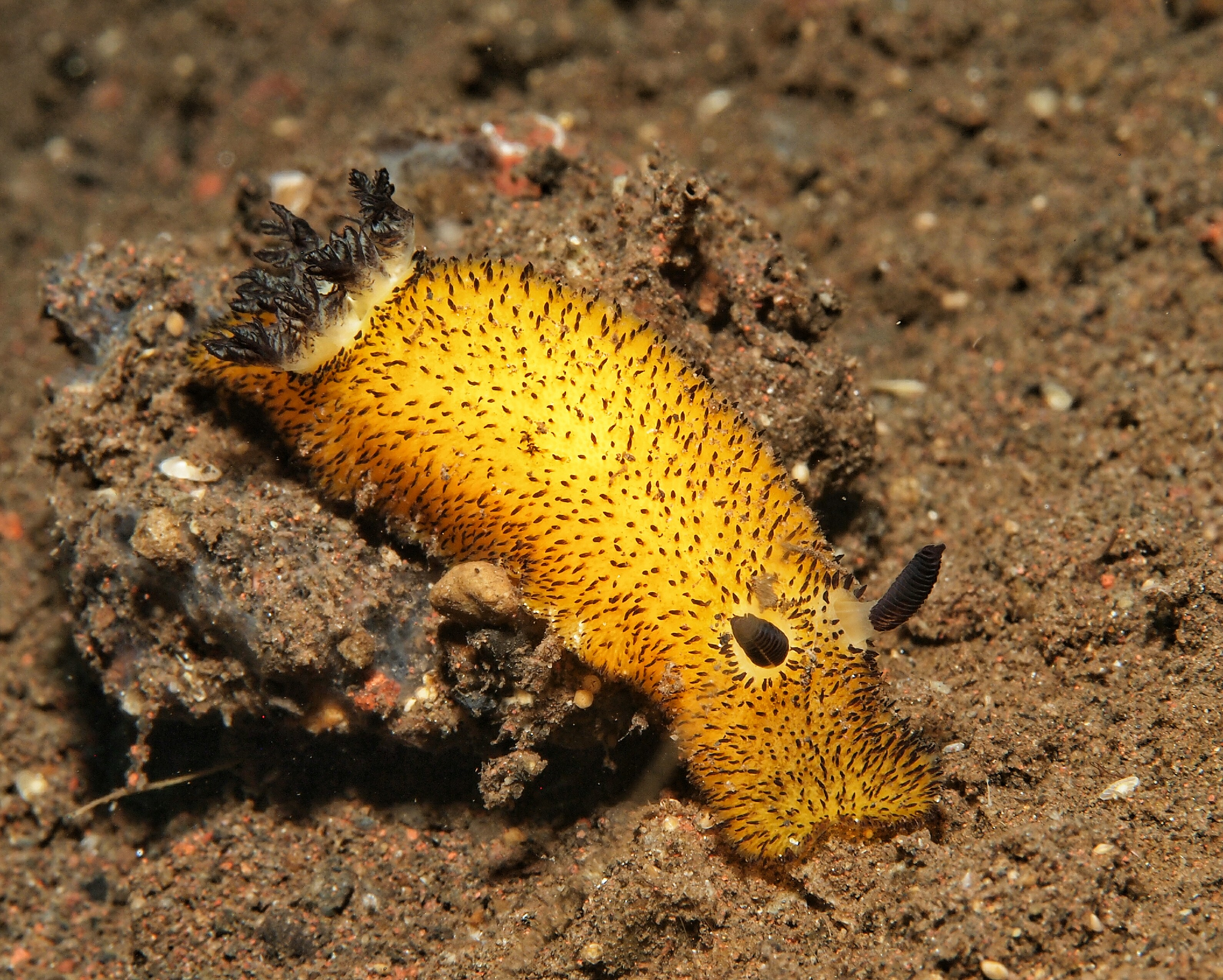
Žlutooranžově zbarvená Jorunna parva